# 마하 2.6 - 풀 스피드
《마하 2.6 - 풀 스피드》(Les Chevaliers Du Ciel, Sky Fighters)는 프랑스에서 제작된 제라르 피레스 감독의 2005년 모험, 액션 영화이다. 브느와 마지멜 등이 주연으로 출연하였고 니콜라스 엘트메이어 등이 제작에 참여하였다.

## 출연

### 주연
- 브느와 마지멜
- 클로비스 코르니악

### 조연
- 제랄딘 팔리아스
- 앨리스 태그리오니
- 레이 리예스
- 필립 토레톤

## 기타
- 원작자: 장-미셀 실리에
- 원작자: 알베르 우데르조
- 미술: 장-피에르 포일렛
- 의상: 프랑수아 보렉
- 의상: 샤토운
- Ass-PD: 크리스토퍼 그레니어-디피르
- 배역: 나탈리 체론
- 배역: 마이클 라규엔스